# Giovanni Tacuino
Giovanni da Tridino (o da Cerreto) detto Tacuino (Trino, 1482 circa – Venezia, 1541 circa) è stato un editore e tipografo italiano.
Fu un importante editore attivo a Venezia tra l'ultimo decennio del XV secolo e la prima metà del XVI, contemporaneo del più famoso Aldo Manuzio.
Era originario di Trino (Tridino) in Piemonte ed in particolare dal borgo di Cerreto, come altri stampatori presenti nel Quattrocento e poi nel Cinquecento a Venezia (Guglielmo da Trino, Bernardino Giolito de' Ferrari detto Stagnino, Gabriele Giolito de' Ferrari ed altri).
Si firmava Ioannes Tacuinus de Tridino, Ioannis de Cereto alias Tacuinum de Tridino, Zuanne de Trino detto Tacuino oppure Zuan Tacuino (le iniziali Z. e T. compaiono in una sua marca: doppio cerchio sormontato da una doppia croce).
Scarsissime le informazioni sulla sua vita. Collaborò con altri stampatori come Bernardino Benagli. Risulta attivo per un lungo periodo, dall'ultimo decennio del Quattrocento fino al quarto decennio del Cinquecento, stampando circa 160 edizioni.
Dalla sua bottega uscirono prime edizioni sia di classici latini che di autori contemporanei.
Tra le imprese editoriali più importanti:
- Platina, De honesta voluptate et valetudine, 1503.
- Vitruvio, De architectura, prima edizione illustrata a cura di Giovanni Giocondo, 1511.
- Erasmo da Rotterdam, Elogio della follia, prima edizione italiana, 1515
- Aulo Gellio, Auli Gellii noctium atticarum. Comentaria per Bonfinem Asculanum, 1517.
- Ovidio, Amorum libri tres, 1518.
- Pietro Bembo, Prose nelle quali si ragiona della volgar lingua,1525.